# Román Pérez
Romain Fluet, plus connu sous le nom de Román Pérez, né le 10 mars 1989 à Arles (France, département des Bouches-du-Rhône), est un matador français.

## Présentation et carrière
Il  est passé par plusieurs écoles taurines : de Arles, de Nîmes, puis à partir de 2004 à celle  de Salamanque 
Sa première becerrada a lieu le 3 octobre  2004 à Saint Gilles, puis il poursuit son apprentissage en Espagne à Salamanque, avant de revenir à Arles pour  sa première novillada piquée le 8 avril 2007, en compagnie de Daniel Luque, et de Marco Leal. 
Il prend son alternative le 13 septembre 2009 à Arles devant du bétail Valdefresno, avec pour parrain Juan Bautista et pour témoin, Sébastien Castella. Sa confirmation d'alternative a lieu quelques jours plus tard dans les arènes de Nîmes, devant du bétail de Garcigrande le 18 septembre 2009 en compagnie de El Juli et de Sébastien Castella.
Le 21 avril 2012 il a participé au Festival Taurin de Châteaurenard organisé par l'Association des Matadors de Taureaux Français (AMTF), en compagnie de Morenito de Nîmes, Julien Lescarret, Mehdi Savalli , Thomas Joubert et Patrick Oliver.
Son apoderado était jusqu'ici l'empresa Angel Castro et Nacho Matilla, avec laquelle il a rompu en février 2012 .